# Vulcanella aberrans
Vulcanella aberrans är en svampdjursart som först beskrevs av Maldonado och Uriz 1996.  Vulcanella aberrans ingår i släktet Vulcanella och familjen Pachastrellidae. Inga underarter finns listade i Catalogue of Life.